# Бікнелл (Юта)
Бікнелл (англ. Bicknell) — місто (англ. town) в США, в окрузі Вейн штату Юта. Населення — 323 особи (2020).

## Географія
Бікнелл розташований за координатами 38°20′22″ пн. ш. 111°32′39″ зх. д. / 38.33944° пн. ш. 111.54417° зх. д. (38.339453, -111.544227).  За даними Бюро перепису населення США в 2010 році місто мало площу 1,59 км², уся площа — суходіл. В 2017 році площа становила 1,48 км², уся площа — суходіл.

## Демографія
Згідно з переписом 2010 року, у місті мешкало 327 осіб у 126 домогосподарствах у складі 85 родин. Густота населення становила 205 осіб/км².  Було 148 помешкань (93/км²).
Расовий склад населення:
| - 96,0 % — білих - 0,6 % — корінних американців - 0,3 % — вихідців з тихоокеанських островів - 0,3 % — азіатів - 1,8 % — осіб інших рас |

До двох чи більше рас належало 0,9 %. Частка іспаномовних становила 3,4 % від усіх жителів.
За віковим діапазоном населення розподілялося таким чином: 28,1 % — особи молодші 18 років, 55,1 % — особи у віці 18—64 років, 16,8 % — особи у віці 65 років та старші. Медіана віку мешканця становила 38,8 року. На 100 осіб жіночої статі у місті припадало 105,7 чоловіків;  на 100 жінок у віці від 18 років та старших — 97,5 чоловіків також старших 18 років.
Середній дохід на одне домашнє господарство  становив 54 793 долари США (медіана — 48 750), а середній дохід на одну сім'ю — 60 447 доларів (медіана — 55 568). За межею бідності перебувало 29,3 % осіб, у тому числі 33,3 % дітей у віці до 18 років та 14,0 % осіб у віці 65 років та старших.
Цивільне працевлаштоване населення становило 175 осіб. Основні галузі зайнятості: мистецтво, розваги та відпочинок — 34,9 %, освіта, охорона здоров'я та соціальна допомога — 23,4 %, будівництво — 13,1 %, сільське господарство, лісництво, риболовля — 9,7 %.